# 樽町
樽町（たるまち）は、神奈川県横浜市港北区の町名。現行行政地名は樽町一丁目から樽町四丁目。住居表示実施済区域。

## 地理
港北区の東部に位置し、南に師岡町、西に大曽根、川を挟んで北に綱島東、東に鶴見区駒岡と接している。

### 河川
- 鶴見川

### 面積
面積は以下の通りである。
| 丁目       | 面積（km²） |
| ---------- | ----------- |
| 樽町一丁目 | 0.214       |
| 樽町二丁目 | 0.256       |
| 樽町三丁目 | 0.326       |
| 樽町四丁目 | 0.260       |
| 計         | 1.056       |

### 地価
住宅地の地価は、2025年（令和7年）1月1日の公示地価によると、樽町四丁目11-53の地点で25万5000円/m²となっている。

## 歴史

### 沿革
かつて、この場所は橘樹郡樽村であった。
- 1889年（明治22年）4月1日 町村制の施行により、大豆戸村、篠原村、菊名村、樽村、大曾根村、太尾村、南綱島村、北綱島村が合併して大綱村が発足し、橘樹郡大綱村大字樽となる。
- 1927年（昭和2年）4月1日 - 大綱村が横浜市に編入し、横浜市樽町となる[7]。
- 1927年（昭和2年）10月1日 - 神奈川区の区制施行により、横浜市神奈川区樽町となる[8]。
- 1939年（昭和14年）4月1日 - 港北区の新設により、横浜市港北区樽町となる[9]。
- 1961年（昭和36年）11月10日 - 土地改良事業に伴い、樽町の一部を南綱島町へ編入[10]。
- 1964年（昭和39年）2月14日 - 土地改良事業に伴い、樽町の一部を鶴見区駒岡町へ編入[11]。
- 1969年（昭和44年）10月1日 - 行政区の再編成に伴い、港北区を再配置。横浜市港北区樽町となる[12]。
- 1973年（昭和48年）6月11日 - 住居表示の実施に伴い、樽町の一部を綱島東一丁目、綱島東六丁目へ編入[13]。
- 1982年（昭和57年）7月19日 - 住居表示の実施に伴い、樽町の一部から樽町一丁目、樽町二丁目、樽町三丁目、樽町四丁目を新設し、残部を大曽根一丁目、師岡町へ編入し、樽町を廃止。師岡町の一部を樽町一丁目、樽町四丁目に編入。鶴見区駒岡町の一部を樽町三丁目、樽町四丁目に編入[14]。
- 1994年（平成6年）11月6日 - 行政区の再編成に伴い、港北区を再配置。横浜市港北区樽町一丁目〜四丁目となる[15]。

### 町名の変遷
| 実施後     | 実施年月日                | 実施前（各町名ともその一部）         |
| ---------- | ------------------------- | ------------------------------------ |
| 樽町一丁目 | 1982年（昭和57年）7月19日 | 大曾根町、樽町、師岡町（各一部）     |
| 樽町二丁目 | 1982年（昭和57年）7月19日 | 大曾根町、樽町（各一部）             |
| 樽町三丁目 | 1982年（昭和57年）7月19日 | 樽町、鶴見区駒岡町（各一部）         |
| 樽町四丁目 | 1982年（昭和57年）7月19日 | 樽町、師岡町、鶴見区駒岡町（各一部） |

## 世帯数と人口
2025年（令和7年）6月30日現在（横浜市発表）の世帯数と人口は以下の通りである。
| 丁目       | 世帯数    | 人口     |
| ---------- | --------- | -------- |
| 樽町一丁目 | 2,265世帯 | 4,392人  |
| 樽町二丁目 | 2,603世帯 | 4,973人  |
| 樽町三丁目 | 2,265世帯 | 5,302人  |
| 樽町四丁目 | 1,726世帯 | 3,432人  |
| 計         | 8,842世帯 | 18,099人 |

### 人口の変遷
国勢調査による人口の推移。
| 年                 | 人口   |
| ------------------ | ------ |
| 1995年（平成7年）  | 8,636  |
| 2000年（平成12年） | 10,611 |
| 2005年（平成17年） | 12,325 |
| 2010年（平成22年） | 13,320 |
| 2015年（平成27年） | 17,120 |
| 2020年（令和2年）  | 17,900 |

### 世帯数の変遷
国勢調査による世帯数の推移。
| 年                 | 世帯数 |
| ------------------ | ------ |
| 1995年（平成7年）  | 3,780  |
| 2000年（平成12年） | 4,640  |
| 2005年（平成17年） | 5,572  |
| 2010年（平成22年） | 6,128  |
| 2015年（平成27年） | 7,690  |
| 2020年（令和2年）  | 8,158  |

## 学区
市立小・中学校に通う場合、学区は以下の通りとなる（2024年11月時点）。
| 丁目       | 番・番地等                                     | 小学校               | 中学校             |
| ---------- | ---------------------------------------------- | -------------------- | ------------------ |
| 樽町一丁目 | 1〜23番                                        | 横浜市立師岡小学校   | 横浜市立樽町中学校 |
| 樽町一丁目 | 24〜30番                                       | 横浜市立大曽根小学校 | 横浜市立樽町中学校 |
| 樽町二丁目 | 1番 5〜13番                                    | 横浜市立大曽根小学校 | 横浜市立樽町中学校 |
| 樽町二丁目 | 2〜4番                                         | 横浜市立師岡小学校   | 横浜市立樽町中学校 |
| 樽町三丁目 | 1番〜7番67号 7番94〜117号 9番36〜68号 10〜12番 | 横浜市立師岡小学校   |                    |
| 樽町三丁目 | 7番68〜93号 8番 9番1〜35号 9番69〜79号         | 横浜市立綱島東小学校 |                    |
| 樽町四丁目 | 全域                                           | 横浜市立師岡小学校   |                    |

## 事業所
2021年（令和3年）現在の経済センサス調査による事業所数と従業員数は以下の通りである。
| 丁目       | 事業所数  | 従業員数 |
| ---------- | --------- | -------- |
| 樽町一丁目 | 98事業所  | 996人    |
| 樽町二丁目 | 100事業所 | 1,204人  |
| 樽町三丁目 | 96事業所  | 1,710人  |
| 樽町四丁目 | 121事業所 | 1,355人  |
| 計         | 415事業所 | 5,265人  |

### 事業者数の変遷
経済センサスによる事業所数の推移。
| 年                 | 事業者数 |
| ------------------ | -------- |
| 2016年（平成28年） | 402      |
| 2021年（令和3年）  | 415      |

### 従業員数の変遷
経済センサスによる従業員数の推移。
| 年                 | 従業員数 |
| ------------------ | -------- |
| 2016年（平成28年） | 4,779    |
| 2021年（令和3年）  | 5,265    |

## 交通
- 神奈川県道140号川崎町田線
- 東京都道・神奈川県道2号東京丸子横浜線（綱島街道）

## 施設
- 横浜市立樽町中学校
- 港北警察署 樽町交番
- 本長寺 (横浜市)
- ヨロズ本社
- 木村商事グループ本社
- ラヂウム霊泉湧出記念碑

## その他

### 日本郵便
- 郵便番号 : 222-0001[3]（集配局：港北郵便局[25]）

### 警察
町内の警察の管轄区域は以下の通りである。
| 丁目       | 番・番地等 | 警察署     | 交番・駐在所 |
| ---------- | ---------- | ---------- | ------------ |
| 樽町一丁目 | 全域       | 港北警察署 | 樽町交番     |
| 樽町二丁目 | 全域       | 港北警察署 | 樽町交番     |
| 樽町三丁目 | 全域       | 港北警察署 | 樽町交番     |
| 樽町四丁目 | 全域       | 港北警察署 | 樽町交番     |

## 関連文献
- 「樽村」『新編武蔵風土記稿』 巻ノ66橘樹郡ノ9、内務省地理局、1884年6月。NDLJP:763984/61。